# Hall megye (Nebraska)
Hall megye az Amerikai Egyesült Államokban, azon belül Nebraska államban található. Megyeszékhelye és legnagyobb városa Grand Island. Lakosainak száma 62 895 fő (2020. április 1.). Hall megye Howard, Adams, Buffalo, Merrick és Hamilton megyékkel határos.

## Népesség
A megye népességének változása:
| Lakosok száma | 58 779 | 59 481 | 60 220 | 60 720 | 61 680 | 62 895 |
|               | 2010   | 2011   | 2012   | 2013   | 2015   | 2020   |